# الحملة على اليمينيين

صورة توضح الحملة على اليمينيين

الحملة على اليمينيين (بالصينية المبسطة: 反右运动، بالصينية التقليدية: 反右運動، بالبينيين: فانيو يودنغ)، كانت حملة في جمهورية الصين الشعبية، امتدت من عام 1957 إلى عام 1959 تقريبًا، وكانت لتطهير «اليمينيين» المزعومين في الحزب الشيوعي الصيني وخارجه. أطلق الحملةَ الرئيس ماو زيدونغ، ولكن دنغ زيابنغ وبنغ جن لعبا دورًا مهمًّا أيضًا. ألحقت الحملة على اليمينيين ضررًا كبيرًا على الديمقراطية في الصين، وجعلتها دولة حزبٍ واحد بحكم الواقع.
لم يكن تعريف اليمينيين متّسقًا دائمًا، فكان يشمل أحيانًا نقّادًا على يسار الحكومة، ولكن التعريف الرسمي كان يدلّ على المثقّفين الذين يفضّلون الرأسمالية، أو الذين كانوا ضدّ حكم الحزب الواحد، وضد التنظيم الجماعي الإكراهي الذي تقوم عليه الدولة. تدلّ الإحصائيات الصينية الرسمية أنه في فترة الحملة على اليمينيين، لوحِق على الأقل 550 ألفًا بسبب مواقفهم السياسية. يقدّر الباحثون العدد الحقيقي للضحايا بين مليون ومليونين، أو حتى أكثر. اعترف دنغ زيابنغ أن الحملة على اليمين كان فيها أخطاء، وقال إن معظم الضحايا أعيد تأهيلهم منذ عام 1959.

## التاريخ

### خلفية
كانت الحملة على اليمينيين ردًّا على حملة المئة وردة، التي أشاعت تعددية التعبير ونقد الحكومة، ولو أن ماو زيدنغ كان قائمًا على إطلاق الحملتين، وكانتا متّصلتان اتّصالًا تكامليًّا. يعود الحقد على «اليمينيين» في الحزب الشيوعي الصيني ربما إلى يوم المسيرة الطويلة، وكان من هؤلاء اليمينيين الوزير جانغ بوجن.

### الموجة الأولى
بدأت أول موجة من الهجمات بعد نهاية حركة المئة وردة مباشرة، في يوليو 1957. مع نهاية العام، أُطلق وصف اليمين على 300 ألف إنسان، منهم دنغ لنغ. صُفّي رئيس مجلس الدولة الصيني جو رونغجي، الذي عمل بعد ذلك في هيئة تخطيط الدولة، عام 1958. كان معظم المتّهمين من المثقفين. شملت العقوبات النقد غير الرسمي، والأعمال الشاقة، والإعدام في بعض الحالات. على سبيل المثال، شمل معسكَر جيابيانغو، وهو معسكر عمل مشهور في غانسو، نحو 3 آلاف معتقل سياسي من 1957 إلى 1961، مات منهم 2500، معظمهم من الجوع.
كان من أهم أهداف الحملة النظام القانوني المستقل. نُقل خبراء القانون إلى أعمال أخرى، وتسلّم السلطة القضائية كوادر سياسية والشرطة.

### الموجة الثانية
أما الموجة الثانية فكانت عقب مؤتمر لوشان في الثاني من يوليو – السادس عشر من أغسطس 1959، وكان هذا المؤتمر لقاءً لقادة الحزب الأعلين. أدان اللقاء وزير الدفاع في جمهورية الصين الشعبية، الجنرال بنغ دهواي، وكان ناقدًا للقفزة العظيمة إلى الأمام.

### نقد ماو
أظهر دنغ خبثه عندما كان يدير عدة محافظات في الجنوب الغربي، وكان يقتل الذين يزعم أنهم ثوّار مضادّون، حتى إن الرئيس نفسه وجد نفسه مضطرًّا ليرسل إليه. حثّ ماو دمع زياوبنغ على الإبطاء في التقتيل في الحملة، قائلًا:
إذا قتلنا كثيرًا، سنخسر تعاطف الناس وسنجد عجزًا في القوة العاملة.

## إعادة التأهيل
بعد موت ماو عام 1976، أُلغيت اتهامات كثيرة من فترة الحملة على اليمينيين. في تلك الفترة، تحت حكم القائد دنغ زياوبنغ، أعلنت الحكومة أنها تحتاج إلى خبرة الرأسماليين لتمضي بالبلد قدمًا، بعدها أُلغيت أحكام آلاف الحالات للثوّار المضادّين، وهو ما أثّر في كثير من الذين اتُّهموا باليمينية ولوحقوا بهذه الجريمة في العشرين سنة السابقة. حدث هذا مع أن دنغ زياوبنغ وبنغ جن كانا من أشدّ المضطهِدين حماسًا في أيام «الموجة الأولى».

## الرقابة في الصين
في عام 2009، مع اقتراب العيد الستين لتأسيس جمهورية الصين الشعبية، ذكر عدد من النشرات العامة المنشورة في الصين الأحداث المهمة عام 1957 ولكنها قللت من شأن الحملة على اليمين أو ألغت ذكرها تمامًا. وقيل إن الحكومة نبّهت المواقع الإلكترونية أن هذا الموضوع حسّاس جدًّا.